# سیارک ۹۷۳۷
سیارک ۹۷۳۷ (به انگلیسی: 9737 Dudarova، نامگذاری:1986SC2) نه هزار و هفتصد و سی و هفتمین سیارک کشف شده‌است که در ۲۹ سپتامبر ۱۹۸۶ کشف شد.
قدر مطلق سیارک برابر ۱۳٫۶۰ است.